# Arno Rutte
Arno Cor Lars Rutte (Hengelo, 24 april 1972) is een Nederlands voormalig Tweede Kamerlid voor de Volkspartij voor Vrijheid en Democratie (VVD).

## Biografie
Van 2010 tot in 2012 was hij lid van de gemeenteraad van Groningen. Bij de Tweede Kamerverkiezingen van 2012 stond hij op nummer 38 van de kandidatenlijst van de VVD en werd hij verkozen tot Tweede Kamerlid.
Op 29 augustus 2019 kondigde hij aan dat hij de politiek ging verlaten. Op 10 oktober 2019 verruilde hij zijn Tweede Kamerlidmaatschap voor een baan als consultant om een betere balans te verkrijgen tussen werk en privé.
Tevens is hij zanger van de band Harige Harry & The Ladyshavers.
- Parlement.com: vj2uve3pvmzt